# Cal Fèlix (Castellgalí)
Cal Fèlix és una masia situada al municipi de Castellgalí, a la comarca catalana del Bages.